# 야시마 (전함)
야시마(八島)는 일본 제국 해군의 전노급전함 후지형 전함 2번함이다. 함 명은 ‘일본’을 칭하는 애칭 중 하나이며, 러일 전쟁 중 침몰했다.

## 개요
전함 후지와 함께 계획된 일본 해군 최초의 현대식 전함 중 한 척이다. 1891년부터 1892년에 걸쳐 군함 건조 예산이 의회에서 부결을 당하자, 메이지 천황이 스스로의 궁중 비용을 절약할 〈건함 조칙〉을 공표하고 마침내 의회를 통과 했다. 영국 뉴캐슬에 있는 암스트롱 휘트워스 사에서 건조되어 1897년에 준공했다.
준공 7년 후에 러일 전쟁이 발발하고 여순항 해전이나 여순항 포위 작전에 참가했지만, 1904년 5월 15일 오전 11시 10분에 노철산 앞바다에서 기뢰를 맞았다. 폭발은 우현 후방 보일러실에서 발생했고, 1분 후에 수중발사관실에서 폭발하여 함 내에 침수가 되어 오른쪽으로 크게 기울었다. 응급 처치 후 오후 4시 25분부터 자력 항행으로 좌초를 벗어났지만, 시시각각 계속 기울었기 때문에 5시 41분에 정박을 하고, 군함기를 내리고, 전원 퇴함하였으며 함은 밤 8시 30분을 넘어 뒤집어져 침몰했다. 이날 ‘전함 하쓰세’도 침몰하여 일본 제국 해군이 소유한 주력 전함 6척 중 두 척을 한꺼번에 잃게 되었다.
일본 해군은 국민의 동요를 우려하여 전사자가 없었고, 러시아 측에 이 사실이 알려지지 않았기 때문에 러일 전쟁이 끝날 때까지 야시마의 침몰 사실을 은폐했다. 침몰 사실이 공표된 것은 1905년 6월 1일이었고, 6월 15일 제적하게 된다.

## 연표
- 1894년 12월 28일 영국 암스트롱 휘트워스 사 엘스윅 조선소에서 기공
- 1896년 2월 28일 진수
- 1897년 9월 9일 준공
  - 11월 30일 요코스카에 도착.
- 1898년 3월 21일 1등전함으로 분류
- 1904년 제1함대 제1전대의 4번함으로 러일 전쟁에 참가.
  - 2월 9일부터 여순항 해전, 여순항 포위 작전에 참가했다.
  - 5월 15일 노철산 남동쪽에서 기뢰에 두 번 부딪쳐 약 6시간 반만에 침몰
- 1905년 6월 1일 상실 공표
  - 6월 15일 퇴역

## 참고자료
- 泉江三 『군함 메커니즘 도감 –일본의 전함 上』 그랑프리 출판, 2001년, ISBN 4-87687-221-X
- 해군역사보존회 『일본해군사』 제7권, 제9권, 제10권, 第一法規出版, 1995년
- 片桐大自 『연합함대 군함 명명전』 光人社, 1993년 ISBN 4-7698-0386-9
- 잡지「丸」편집부 『사진 일본의 군함 제2권 전함II』 光人社, 1989년 ISBN 4-7698-0452-0
- 후쿠이 시즈오『후쿠이 시즈오 저작집 제1권 日本戦艦物語(1)』光人社, 1992년 ISBN 4-7698-0607-8
- 『관보』